# Dirección General de Planificación y Evaluación
La Dirección General de Planificación y Evaluación de España es el órgano directivo del Ministerio de Vivienda y Agenda Urbana, adscrito a la Secretaría General de Agenda Urbana, Vivienda y Arquitectura, responsable de la obtención, gestión y mantenimiento de los datos necesarios para definir los aspectos fundamentales de la planificación y programación estatales en materia de vivienda con objeto de favorecer el ejercicio del derecho constitucional en todo el territorio nacional, y garantizar los derechos ciudadanos contemplados en el artículo 8 de la Ley 12/2023, de 24 de mayo, por el derecho a la vivienda.

## Historia
La Dirección General de Planificación y Evaluación se creó por Real Decreto 1009/2023, de 5 de diciembre, bajo el nombre de Dirección General de Planificación y Relaciones Institucionales. Sin embargo, en febrero de 2024, cuando se reguló el órgano, se renombró como Dirección General de Planificación y Evaluación por «la necesidad de reflejar de manera más adecuada en su denominación las competencias asignadas a este órgano directivo». Se estructuró mediante un único órgano directivo, la Subdirección General de Planificación y Evaluación.

## Estructura
De la Dirección General de Planificación y Evaluación depende un único órgano directivo:
- La Subdirección General de Planificación y Evaluación, a la que le corresponde establecer y supervisar los procedimientos y sistemas de intercambio de información entre administraciones en materia de vivienda; elaborar bases de datos de vivienda y contratos de arrendamiento; obtener la información relevante para el interés general en la materia; elaborar y mantener actualizado un inventario de parque público de vivienda; la política de transparencia informativa en relación con el gasto público en vivienda, mapa de vivienda pública, características de los inmuebles, y similares; potenciar la colaboración público-privada; y realizar análisis, evaluación y gestión de datos sobre el impacto de las políticas públicas en la consecución de los objetivos en materia de vivienda y agenda urbana.

## Titulares
- Ana Berenguer Giménez (2024-presente)[3]